# Liste der Landschaftsschutzgebiete im Landkreis Ludwigsburg
Im Landkreis Ludwigsburg gibt es 70 Landschaftsschutzgebiete. Nach der Schutzgebietsstatistik der Landesanstalt für Umwelt, Messungen und Naturschutz Baden-Württemberg (LUBW) stehen 27.141,53 Hektar der Landkreisfläche unter Landschaftsschutz, das sind 39,52 Prozent.

## Aktuelle Landschaftsschutzgebiete
| Name | Bild        | Kennung               | Einzelheiten | Position | Fläche Hektar | Datum         |
| --- | ----------- | --------------------- | --- | -------- | ------------- | ------------- |
| Salonwald und Umgebung |             | 1.18.003 WDPA: 324070 | Ludwigsburg Waldgebiet in der Stadt Ludwigsburg; Erholungsgebiet für die Stadtbevölkerung | ⊙        | 18,4          | 17. Feb. 1988 |
| Unteres Remstal mit Randgebieten |             | 1.18.008 WDPA: 325353 | Remseck am Neckar Enges Muschelkalktal mit angrenzenden Höhen; Pufferfunktion für das NSG "Unteres Remstal". | ⊙        | 119,0         | 6. Apr. 1987  |
| Neckaraue zwischen Remseck-Neckarrems und Remseck-Hochberg mit Hochberger Wald, Hummelberg und Hesenbühl                                                                           | BW          | 1.18.009 WDPA: 323141 | Remseck am Neckar Die Wiesenaue des Neckartales und die Obstbaumwiesen der Gewanne Hummelberg und Hesenbühl sind als landschaftlich und ökologisch besonders wertvolle Landschaftsteile vor beeinträchtigenden Veränderungen zu bewahren. | ⊙        | 122,9         | 10. Feb. 1988 |
| Münchinger Tal | BW          | 1.18.010 WDPA: 323095 | Schwieberdingen, Korntal-Münchingen Muschelkalktallandschaft, Grünbereich inmitten intensiv genutzter Fluren, vielfältige Landschaftselemente; Erholungsraum. | ⊙        | 69,4          | 10. Juli 1986 |
| Mittleres Glemstal |             | 1.18.011 WDPA: 323001 | Ditzingen, Hemmingen, Schwieberdingen, Korntal-Münchingen Reizvolles Muschelkalktal mit hohem Erholungswert. | ⊙        | 178,2         | 2. Apr. 1990  |
| Wartbiegel - Katharinenlinde und Umgebung |             | 1.18.012 WDPA: 325658 | Schwieberdingen Offene Ackerlandschaft mit Feldgehölzen und exponiertem Aussichtspunkt bei der "Katharinenlinde". | ⊙        | 42,1          | 16. Nov. 1987 |
| Lemberg und Umgebung |             | 1.18.024 WDPA: 322568 | Affalterbach, Erdmannhausen, Ludwigsburg, Marbach am Neckar Landschaftsbeherrschender Keuperzeugenberg; vielgestaltige Kulturlandschaft, zusammenhängender Erholungsraum; eine Rekultivierung der Deponieflächen soll erfolgen. | ⊙        | 370,7         | 27. März 1968 |
| Bruchwald | BW          | 1.18.030 WDPA: 320119 | Bietigheim-Bissingen Waldgebiet in einem waldarmen Raum mit klimatischer und ökologischer Ausgleichsfunktion und Naherholungsbereich. | ⊙        | 35,9          | 20. Jan. 1982 |
| Landschaftsteile entlang der Autobahn: Birkener Höhe | BW          | 1.18.032 WDPA: 322455 | Korntal-Münchingen | ⊙        | 5,9           | 23. Mai 1941  |
| Landschaftsteile entlang der Autobahn: Münchingen | BW          | 1.18.033 WDPA: 322462 | Korntal-Münchingen | ⊙        | 45,2          | 23. Mai 1941  |
| Schmidbachtal - Oberes Bottwartal mit Seitentälern und umgebenden Gebietsteilen | Bernbachtal | 1.18.036 WDPA: 324222 | Oberstenfeld Abwechslungsreiche Tallandschaft der westlichen Löwensteiner Berge | ⊙        | 599,4         | 29. Juni 2007 |
| Landschaftsteile entlang der Autobahn: Gerlinger Heide/Forchenrain | BW          | 1.18.039 WDPA: 322459 | Gerlingen | ⊙        | 60,7          | 26. Juni 1941 |
| Petersberg-Brücker | BW          | 1.18.042 WDPA: 323660 | Oberstenfeld Vielfältig strukturiertes, naturnahes Gebiet als Lebensraum für Pflanzen- und Tierwelt; Naherholungsgebiet | ⊙        | 16,9          | 7. Mai 1981   |
| Tiefes Tal | BW          | 1.18.043 WDPA: 325174 | Vaihingen an der Enz Vielfältig strukturierte Grünzone in intensiv landwirtschaftlich genutzter Flur; Rückzugsraum für Pflanzen- und Tierwelt; Erholungsbereich. | ⊙        | 12,7          | 17. Nov. 1981 |
| Wannen | BW          | 1.18.044 WDPA: 325646 | Großbottwar Wichtiger ökologischer Ausgleichsraum und bedeutender Naherholungszone. | ⊙        | 29,2          | 2. Dez. 1983  |
| Hart-Kalkofen | BW          | 1.18.045 WDPA: 321399 | Mundelsheim, Steinheim an der Murr Vielfältiger, reichgegliederter Streuobstwiesenbereich mit ökologischer Bedeutung; Naherholungsraum. | ⊙        | 36,0          | 2. Dez. 1983  |
| Unteres Murrtal | BW          | 1.18.046 WDPA: 325347 | Affalterbach, Erdmannhausen, Marbach am Neckar, Steinheim an der Murr Wiesenauen im Murrtal und Nebentälern mit charakteristischem Landschaftsbild; Naherholungsraum. | ⊙        | 364,6         | 16. Okt. 1995 |
| Neckartal zwischen Benningen und Großingersheim mit angrenzenden Gebieten |             | 1.18.047 WDPA: 323151 | Benningen am Neckar, Marbach am Neckar, Murr, Pleidelsheim Vielgestaltige Kulturlandschaft als Lebensraum der heimischen Pflanzen- und Tierwelt; Naherholungsraum. | ⊙        | 410,0         | 21. Feb. 1985 |
| Breite Egert | BW          | 1.18.048 WDPA: 320073 | Vaihingen an der Enz Natürlicher, lichter Mischwald mit heimischen, standortgerechten Baumarten und Streuobstwiesen. | ⊙        | 4,4           | 1. Dez. 1987  |
| Seewald und Umgebung |             | 1.18.050 WDPA: 324527 | Korntal-Münchingen Waldgebiet mit angrenzenden Obstwiesen- und Feldbereiche als Lebensraum zahlreicher Pflanzen und Tiere und bedeutender Naherholungsbereich umgeben von dichter Besiedlung. | ⊙        | 192,8         | 22. Apr. 1988 |
| Kallenberg-Withau | BW          | 1.18.051 WDPA: 322042 | Korntal-Münchingen Markanter Höhenrücken mit ökologisch wertvollen und überaus vielgestaltigen Bereichen, wie Wald, Obstbaumwiesen und Feld; zahlreiche Mergelaufschlüsse und ein heckengesäumtes Hohlwegsystem; wichtiger Naherholungs- und Freiraum. | ⊙        | 78,6          | 26. Sep. 1994 |
| Talbachtal | BW          | 1.18.052 WDPA: 325006 | Besigheim, Gemmrigheim Von Streuobstwiesen geprägtes Tal mit einer Vielzahl von Kleinstrukturen und Einschnitte in die Schichten des Keupers und des Muschelkalkes; Naherholungsfunktion. | ⊙        | 52,3          | 26. Apr. 1988 |
| Kälbling und Umgebung |             | 1.18.053 WDPA: 322036 | Großbottwar, Mundelsheim, Steinheim an der Murr Vielgestaltige Kulturlandschaft mit überwiegend Waldanteil, Obstbaumbestände; zusammenhängender Erholungsraum. | ⊙        | 591,5         | 22. Aug. 1988 |
| Neckartal mit Randgebieten zwischen Ludwigsburg-Hoheneck und der Neckarschleuse Marbach                                                                                            | BW          | 1.18.054 WDPA: 323148 | Benningen am Neckar, Ludwigsburg, Marbach am Neckar, Freiberg am Neckar Vielgestaltige Kulturlandschaft mit wechselnden Bewirtschaftungsformen wie Terrassenweinberge mit Natursteinmauern, grundwasserbeeinflusste Wiesen, naturnaher Neckaruferbewuchs, Klebwälder und Obstbaumbestände; Erholungsgebiet. | ⊙        | 255,9         | 2. Sep. 1988  |
| Zipfelbachtal unterhalb Hochdorf mit Roßberg, Altach und Umgebung | BW          | 1.18.055 WDPA: 325990 | Ludwigsburg, Remseck am Neckar Naturnahe und vielgestaltige Kulturlandschaft, die Wiesenauen des Zipfelbachtales und die Obstwiesen in den Lagen Altach und Roßberg sind wertvolle Landschaftselemente; Naherholungsgebiet. | ⊙        | 152,9         | 18. Sep. 1989 |
| Neckartal zwischen den Neckarbrücken von Hochberg und Neckarweihingen mit Randgebieten, insbesondere Uhlberg, Lochholz und Beuzlen                                                 |             | 1.18.056 WDPA: 323152 | Ludwigsburg, Remseck am Neckar Vielgestaltige Kulturlandschaft mit historischen Terrassenweinbergen mit Natursteinmauern und -treppen, Wiesen in den Talauen des Neckars sowie Obstwiesengewanne; Erholungsgebiet. | ⊙        | 380,3         | 5. Sep. 1988  |
| Unteres Metter- und Tiefental | BW          | 1.18.057 WDPA: 325345 | Sachsenheim, Bietigheim-Bissingen Abwechslungsreiche und vielgestaltige Kulturlandschaft der beiden naturnahen Täler mit Wald, Wiesen, ehemalige Weinberge und Obstbaumwiesen, als Rückzugsgebiet für Tier- und Pflanzenwelt in einer intensiv bebauten Landschaft; reizvoller Erholungsraum. | ⊙        | 166,8         | 21. Okt. 1988 |
| Kirbachtal zwischen Hohenhaslach und Großsachsenheim | BW          | 1.18.058 WDPA: 322127 | Sersheim, Sachsenheim Vielgestaltige Kulturlandschaft mit verschiedenen Nutzungsarten, Wiesenauen und Obstbaumbestände; Erholungsgebiet. | ⊙        | 1.424,5       | 4. Nov. 1988  |
| Gebiete nördlich des Neckars bei Mundelsheim, Hessigheim, Besigheim und Gemmrigheim: Käsberg, Felsengärten, Wurmberg, Gündelstein, Kelterschen und Umgebung                        |             | 1.18.059 WDPA: 321000 | Besigheim, Gemmrigheim, Hessigheim, Mundelsheim Hanglagen des Neckartales als vielgestaltige Kulturlandschaft mit historischen Terrassenweinbergen und ökologische Verflechtung mit der Umgebung; Erholungsraum. | ⊙        | 307,0         | 9. Dez. 1988  |
| Gebiete nördlich von Gemmrigheim, insbesondere Untere Au, Drachenloch, Kalb, Heinzenberg, Niedernberg und Hoher Berg/Braunhardt                                                    | BW          | 1.18.060 WDPA: 321002 | Gemmrigheim Historische Terrassenweinberge mit Natursteinmauern und -treppen und auwaldähnlicher Uferbewuchs des Neckars; Wiesenstreifen entlang des Neckars und Obstbaumbestände; Erholungsraum. | ⊙        | 142,8         | 16. Dez. 1988 |
| Enztal zwischen Bietigheim und Besigheim mit Rossert, Brachberg, Abendberg und Hirschberg sowie Galgenfeld, Forst und Brandholz mit Umgebung                                       |             | 1.18.062 WDPA: 320660 | Besigheim, Löchgau, Ingersheim, Freiberg am Neckar Vielgestaltiger Landschaftsbereich des Enztales und noch vorhandenen terrassierten Weinberglagen mit Natursteinmauern und -treppen, Streuobstwiesen. | ⊙        | 1.420,3       | 23. Dez. 1988 |
| Glemstal zwischen Schwieberdingen und Markgröningen mit Randgebieten | BW          | 1.18.063 WDPA: 321098 | Markgröningen, Schwieberdingen Die Wiesenauen des Glemstales und die Obstbaumwiesen der Randhöhen sollen in ihrer landschaftlichen Vielfalt und ökologischen Bedeutung vor Landschaftsbeeinträchtigungen und Veränderungen bewahrt werden, durch die Beibehaltung der bisherigen Nutzungsstruktur; Naherholungsgebiet. | ⊙        | 185,0         | 28. Sep. 1987 |
| Neckartal zwischen Großingersheim und Hessigheim mit Umgebung |             | 1.18.064 WDPA: 323153 | Besigheim, Hessigheim, Mundelsheim, Pleidelsheim Vielgestaltige und naturnah erhaltene Flusslandschaft mit Terrassenweinbergen mit Natursteinmauern und -treppen, Wiesenauen des Neckartales, Obstbaumwiesen an den Hanglagen und Randhöhen; Erholungsgebiet. | ⊙        | 434,0         | 4. Jan. 1989  |
| Neckartal zwischen Hessigheim und Besigheim: Hamberg, Neckarhalde, Hörnle, Häslach und Wasen                                                                                       |             | 1.18.066 WDPA: 323154 | Besigheim, Hessigheim, Ingersheim Historische Terrassenweinberge mit Natursteinmauern und -treppen, Wiesenauen und Obstbaumwiesen in landschaftlicher und ökologischer Verflechtung; Naherholungsgebiet. | ⊙        | 358,3         | 22. Feb. 1989 |
| Ausläufer des Stromberges um Bönnigheim, Erligheim, Freudental, Löchgau und Kleinsachsenheim                                                                                       |             | 1.18.068 WDPA: 319721 | Bönnigheim, Erligheim, Freudental, Löchgau Die vielgestaltige Kulturlandschaft mit historischen Terrassenweinbergen, Wiesen in den Bachtälern und Obstwiesengewannen, harmonischen Übergängen zwischen Tälern und Höhenzügen soll als genetisches Reservoir, Rückzugsraum und Erholungsraum erhalten werden. | ⊙        | 2.072,7       | 20. Juni 1989 |
| Hardtwald, Kaisersbachtal, Rohrbachtal, Benning und Harzberg sowie Bottwartal zwischen Großbottwar und Kleinbottwar mit angrenzenden Gebieten                                      | BW          | 1.18.069 WDPA: 321384 | Erdmannhausen, Großbottwar, Marbach am Neckar, Murr Großer, zusammenhängender Erholungsraum, mit überwiegend Waldanteil; vielgestaltige Kulturlandschaft mit extensiven Talwiesen und Obstbaumwiesen. | ⊙        | 1.553,4       | 3. Juli 1989  |
| Kreuzbachtal | BW          | 1.18.070 WDPA: 322323 | Eberdingen, Vaihingen an der Enz Naturnahes Tal mit vielfältigen Landschaftselementen wie breiten Auen mit Grünlandnutzung und bachbegleitenden Gehölzen, abwechslungsreichen nordexponierten Talflanken und vielgestaltigen Südhängen; Naherholungsgebiet. | ⊙        | 380,9         | 6. Juli 1989  |
| Landschaftsteile im Neckartal bei Kirchheim/Neckar (Lagen Hag, Hochgericht, Wasen und Hangende Mühle) einschließlich Umgebung                                                      | BW          | 1.18.071 WDPA: 322469 | Kirchheim am Neckar Durch die Prall- und Gleithänge des Neckars geprägte Kulturlandschaft mit historischen Weinbergen mit Natursteinmauern und -treppen, Wiesenstreifen am Neckar und Obstbaumgewanne; Naherholungsgebiet. | ⊙        | 198,6         | 14. Dez. 1988 |
| Baumbachtal zwischen Erligheim und Walheim, Steinbachtal zwischen Löchgau und Besigheim mit Umgebung, insbesondere Niedernberg, Schalkstein und Hart                               | BW          | 1.18.072 WDPA: 319816 | Besigheim, Bönnigheim, Erligheim, Löchgau Die historischen Terrassenweinberge mit Natursteinmauern und -treppen, die Wiesenaue des Baumbachtales sowie die Obstbaumwiesengewanne geben dem Gebiet einen vielgestaltigen Charakter, mit wichtiger ökologischer Funktion; Naherholungsgebiet. | ⊙        | 343,0         | 18. Aug. 1989 |
| Wunnenstein, Forstberg und Köchersberg mit angrenzenden Gebieten |             | 1.18.073 WDPA: 325952 | Großbottwar, Oberstenfeld Kulturlandschaft, geprägt durch die landschaftlich markanten, z. T. bewaldeten, z. T. weinbaulich genutzten Erhebungen des Wunnenstein, Forstberg und Köcherberg; landschaftlich und ökologisch wertvolle Streuobstbestände, landschaftlich schutzwürdige Tallagen des Karwinkelbaches und Heuerbaches. | ⊙        | 556,0         | 6. Nov. 1989  |
| Hohensteiner Täle, Schellenmüller, Dämmerbrunnen | BW          | 1.18.074 WDPA: 321708 | Bönnigheim Obstwiesen, Grünland, kleinere Weinberge, Sukzessionsgebüsche und durch Böschungshecken geprägte, meist extensiv genutzte Ackerflächen; Naherholungsgebiet. | ⊙        | 12,5          | 1. Dez. 1989  |
| Oberes Leudelsbachtal | BW          | 1.18.075 WDPA: 323379 | Asperg, Markgröningen, Möglingen, Schwieberdingen Wiesenauen im Leudelsbachtal, Hanglagen mit Obstbaumbeständen als Freiraum mit wesentlicher ökologischer Bedeutung und Naherholungsfunktion. | ⊙        | 176,5         | 21. Nov. 1989 |
| Strudelbachtal |             | 1.18.076 WDPA: 324892 | Ditzingen, Eberdingen, Vaihingen an der Enz Intakte Kulturlandschaft, zum größten Teil als Grünland genutzt, Talaue des Strudelbaches mit prächtigem Ufergehölz und natürlichem Verlauf, die Talflanken z. T. bewaldet, in natürlicher Sukzession oder noch als Weinberge oder Obstbaumwiesen genutzt. | ⊙        | 1.030,7       | 2. Jan. 1990  |
| Kurzacher Tal, Bottwartal |             | 1.18.077 WDPA: 322373 | Großbottwar, Oberstenfeld Durch kleine Waldklingen im Keuperstufenrand geprägte Landschaft, die Vielschichtigkeit der Nutzungsarten gibt dieser Landschaft einen eigentümlichen Reiz und eine hohe Erholungsqualität; die Talwiesen und die Obstbaumwiesen der Hanglagen sind landschaftlich und ökologisch wertvolle Landschaftsteile. | ⊙        | 1.154,0       | 2. Jan. 1990  |
| Scheffzental |             | 1.18.078 WDPA: 324129 | Ditzingen Naturnahe Talaue, überwiegend als Grünland genutzt, mit naturnahem Gehölzbestand, zahlreiche Kopfweiden, wichtige Grünzäsur zwischen Siedlungsflächen. | ⊙        | 8,8           | 15. Jan. 1990 |
| Glemstal zwischen der Fleischmühle und Ditzingen und Streuobstwiesen im Gewann Weinbergpfad mit angrenzenden Gebieten                                                              | BW          | 1.18.079 WDPA: 321097 | Ditzingen Vielgestaltige Kulturlandschaft; Talaue der Glems, landschaftsprägende Streuobstwiesen mit eingestreuten Gehölzgruppen, Rainen, Hecken und Hohlwegen. | ⊙        | 72,0          | 26. Feb. 1990 |
| Enztal zwischen Bissingen und Bietigheim einschließlich der Brandhalde | BW          | 1.18.080 WDPA: 320661 | Bietigheim-Bissingen Durchweg als Grünland genutzte Talaue der Enz mit naturnahem Ufergehölz; nordexponierter Hangwald in der Brandhalde; wichtiger Naherholungsraum. | ⊙        | 50,0          | 14. März 1990 |
| Enztal zwischen Vaihingen-Roßwag und dem Leinfelder Hof |             | 1.18.081 WDPA: 322770 | Vaihingen an der Enz Naturnahe, vielgestaltige Kulturlandschaft; Talaue der Enz, Talhänge mit Streuobstwiesen, Wäldern, Mauerweinberge und Kleinstrukturen, wie Hecken, Raine, Hohlwege und Heiden. | ⊙        | 643,3         | 23. März 1990 |
| Schlossanlage Monrepos und Seeschlossallee mit Umgebung |             | 1.18.082 WDPA: 324189 | Asperg, Ludwigsburg, Freiberg am Neckar Freiraum als Naherholungsgebiet für die umliegenden Städte; die Wiederherstellung des englischen Landschaftsgartens mit Seeanlage wird angestrebt. | ⊙        | 190,4         | 17. Sep. 2001 |
| Enztal zwischen dem Leinfelder Hof und Bietigheim-Bissingen |             | 1.18.083 WDPA: 320662 | Markgröningen, Oberriexingen, Tamm, Vaihingen an der Enz Vielgestaltige Kulturlandschaft; Talaue der Enz, enge Täler des Glems- und Leudelsbaches mit Streuobstwiesen, Hangwälder, Hohlwege und Raine, Weinberge mit Natursteintrockenmauerwerk, Sukzessionsflächen, Feuchtgebiete und Trockenrasen. | ⊙        | 1.564,2       | 27. Aug. 1991 |
| Hohnatsberg, Wacholderberg, Seewiesen, Pleidelsheimer Höhe und angrenzende Gebiete                                                                                                 | BW          | 1.18.084 WDPA: 321720 | Murr, Steinheim an der Murr Abwechslungsreiche Kulturlandschaft; extensiv genutzte Obstwiesengewanne, Hohlwege mit Hecken und Weinberge mit Natursteinmauern und -treppen; Naherholungsgebiet. | ⊙        | 120,2         | 14. März 1990 |
| Umgebung des Favoriteparks |             | 1.18.085 WDPA: 325286 | Ludwigsburg Pufferzone zwischen Siedlungsbereich und dem NSG "Favoritepark", landschaftlich und ökologisch bedeutsame Streuobstwiesen. | ⊙        | 43,6          | 10. Dez. 1990 |
| Döbachtal zwischen Kläranlage Schökingen und Heimerdingen, Weihinger Grund, Greut, Hühnerwald und angrenzende Gebiete                                                              | BW          | 1.18.086 WDPA: 320376 | Ditzingen, Hemmingen Flaches, verzweigtes Talsystem mit eingestreuten Obstwiesen, Böschungshecken und Grünland. | ⊙        | 112,4         | 24. Apr. 1991 |
| Kleine Bottwar und Seitentäler | BW          | 1.18.087 WDPA: 322172 | Großbottwar, Mundelsheim Extensiv genutzte, zur Vernässung neigende Grünlandflächen; Obstbaumwiesen, Hecken und Böschungen; abwechslungsreiche Kulturlandschaft. | ⊙        | 177,6         | 15. März 1991 |
| Apfelbach-Lembach- und Strombachtal, einschließlich Stöckenberg, Mühläcker und Gaffert                                                                                             | BW          | 1.18.089 WDPA: 319651 | Affalterbach, Marbach am Neckar, Remseck am Neckar Abwechslungsreiche Kulturlandschaft mit Streuobstwiesen, Hecken, Böschungen, Baumreihen, Wiesen in Tallagen und Feldgehölzen; besonderer Erholungswert im hochverdichteten mittleren Neckarraum. | ⊙        | 277,5         | 18. Dez. 1991 |
| Seehau, Eselsburg, Bartenberg und Ensinger See mit angrenzenden Gebieten | BW          | 1.18.090 WDPA: 324522 | Vaihingen an der Enz Abwechslungsreiche Kulturlandschaft mit Obstwiesen, Weinbergen, Grünland, Hohlwegen und Waldflächen | ⊙        | 461,6         | 11. Feb. 2002 |
| Streuobstwiesen südlich Marbach | BW          | 1.18.091 WDPA: 324883 | Erdmannhausen, Ludwigsburg, Marbach am Neckar 2 Teilgebiete. Streuobstwiesen mit hochstämmigen Obstbäumen, grünlandgeprägte Talauen, Waldinseln, Gebüsche und Feldgehölze sowie kleinere Hecken; abwechslungsreiche Kulturlandschaft; Naherholungsgebiet. | ⊙        | 140,4         | 24. Jan. 1992 |
| Murraue unterhalb Steinheim |             | 1.18.092 WDPA: 323103 | Erdmannhausen, Marbach am Neckar, Murr, Steinheim an der Murr Vielgestaltige Kulturlandschaft; Talaue der Murr, Obstwiesen, Steilweinberge mit Natursteinmauern und -treppen; mit besonderem Erholungswert im verdichteten mittleren Neckarraum. | ⊙        | 228,1         | 1. Apr. 1992  |
| Mettertal zwischen Gündelbach und Sersheim, Streitenbachtal, Steinbachtal und angrenzende Gebiete                                                                                  | BW          | 1.18.093 WDPA: 322960 | Sersheim, Vaihingen an der Enz, Sachsenheim Talauen mit Grünland, Streuobstwiesen, Weinberge und ackerbaulich genutzte Flächen mit vielen Einzelbäumen. | ⊙        | 873,0         | 7. Sep. 1992  |
| Alte Bahntrasse von Bietigheim bis Heutingsheim | BW          | 1.18.094 WDPA: 319504 | Tamm, Freiberg am Neckar, Bietigheim-Bissingen Die aufgelassene Bahntrasse hat sich zu einem wertvollen Ausgleichs- und Rückzugsgebiet entwickelt; inmitten intensiv landwirtschaftlich genutzter Umgebung ist sie ein Ersatz für die kaum noch vorhandenen Hecken und Raine geworden. | ⊙        | 15,5          | 20. Jan. 1994 |
| Landschaftsbestandteile der Neckartalaue zwischen Benningen und Freiberg und Landschaftsbestandteile in den Gewannen Steinlanden, Oberer Beihinger Weg und Seelach (4 Teilgebiete) | BW          | 1.18.095 WDPA: 322414 | Benningen am Neckar, Freiberg am Neckar Abwechslungsreiche Kulturlandschaft; offene, als Grünland genutzte Talaue, Streuobstwiesen, Hecken und Raine an den Hangbereichen, der Erholungswert soll erhalten und wiederhergestellt werden. | ⊙        | 66,8          | 21. Okt. 2003 |
| Seewald und Umgebung-Erweiterung | BW          | 1.18.096 WDPA: 324528 | Korntal-Münchingen Obstwiesenbereich von dichter Besiedlung umgeben; bedeutender Naherholungsbereich. | ⊙        | 5,4           | 17. Jan. 1994 |
| Glemswald |             | 1.18.097 WDPA: 321099 | Gerlingen Zusammenhängendes Waldgebiet, das sich über die Landeshauptstadt Stuttgart und die Landkreise Böblingen, Esslingen und Ludwigsburg erstreckt, mit angrenzenden Freiflächen, Tälern und Teilbereichen der Filderebene; klimaregulierende Funktion; Schutz für die Umgebung der Naturschutzgebiete und Naturdenkmale. Der Erholungswert für die Allgemeinheit im Verdichtungsraum Stuttgart soll erhalten, gesteigert oder wiederhergestellt werden. | ⊙        | 13.460,0      | 16. Okt. 1995 |
| Bottwartal zwischen Steinheim und Kleinbottwar | BW          | 1.18.098 WDPA: 320046 | Steinheim an der Murr Von traditionellen Nutzungen geprägte Kulturlandschaft mit reichhaltiger Biotopausstattung, von besonderer Bedeutung als Lebensraum einer artenreichen Tier- und Pflanzenwelt; Naherholungsgebiet von besonderem Reiz. | ⊙        | 22,1          | 12. März 1997 |
| Kirbachtal mit angrenzenden Gebieten |             | 1.18.099 WDPA: 322126 | Vaihingen an der Enz, Sachsenheim Landschaftlich besonders reizvolles und vielfältiges Gebiet mit herausragender Bedeutung für den Arten- und Biotopschutz und mit wichtigen Funktionen für die Erholung und den Wasserhaushalt. | ⊙        | 3.905,4       | 21. Mai 2003  |
| Hohenasperg-Hurst und weitere Umgebung |             | 1.18.100 WDPA: 321694 | Asperg, Markgröningen, Tamm Der Hohenasperg als geologischer Zeugenberg umgeben von intensiver Landnutzung soll in seiner vielgestaltigen Funktion für die Kulturlandschaft erhalten werden. | ⊙        | 186,1         | 16. Juni 2003 |
| Alter Neckarbogen bei Kirchheim am Neckar, Hofen und Hohenstein mit angrenzenden Gebieten                                                                                          | BW          | 1.18.101 WDPA: 319554 | Bönnigheim, Gemmrigheim, Kirchheim am Neckar, Walheim Vielgestaltige, durch die Flussgeschichte der alten Neckarschleife geprägte Kulturlandschaft mit Weinbergterrassen mit Natursteinmauern und -treppen und charakteristischen Obstbaumbeständen; Naherholungsgebiet. | ⊙        | 450,1         | 12. Dez. 2003 |
| Oberes Talbachtal, Pfahlhofwald und angrenzende Gebiete zwischen Besigheim-Ottmarsheim, Mundelsheim und Großbottwar-Winzerhausen                                                   | BW          | 1.18.102 WDPA: 345187 | Besigheim, Großbottwar, Mundelsheim Bedeutsames Naherholungsgebiet mit historisch gewachsener Kulturlandschaft, die geprägt ist von Muldentälchen, Gehölzen, Streuobstwiesen, Wiesen, offenen Feldfluren und Gemengelagen sowie von reich strukturierten Waldflächen mit Altholzbeständen, markanten Einzelbäumen und Waldsäumen. | ⊙        | 382,3         | 26. Apr. 2005 |
| Wolfställen | BW          | 1.18.103 WDPA: 345201 | Oberriexingen Erhaltung und Schutz von traditionellen Streuobstwiesen, Trockenmauern sowie Rainen, Feldgehölzen und Hecken. | ⊙        | 14,6          | 1. Dez. 2005  |
| Legende für Landschaftsschutzgebiet |             |                       | |          |               |               |

## Ehemalige Landschaftsschutzgebiete
| Name                                                           | Bild | Kennung | Einzelheiten | Position | Fläche Hektar | Datum                           |
| -------------------------------------------------------------- | ---- | ------- | --- | -------- | ------------- | ------------------------------- |
| Baumbachtal                                                    | BW   |         | Walheim Aufgegangen in LSG Baumbachtal zwischen Erligheim und Walheim, Steinbachtal zwischen Löchgau und Besigheim mit Umgebung, insbesondere Niedernberg, Schalkstein und Hart. | ⊙        | 324           | 21. Juli 1967 bis 18. Aug. 1989 |
| Bietigheimer Forst                                             | BW   |         | Bietigheim-Bissingen Aufgegangen in LSG Enztal zwischen Bietigheim und Besigheim mit Rossert, Brachberg, Abendberg und Hirschberg sowie Galgenfeld, Forst und Brandholz mit Umgebung. | ⊙        | 397           | 21. Juli 1967 bis 23. Dez. 1988 |
| Botenäcker                                                     | BW   |         | Murr Aufgegangen in LSG Neckartal zwischen Benningen und Großingersheim mit angrenzenden Gebieten. | ⊙        | 5             | 18. Dez. 1969 bis 21. Feb. 1985 |
| Brandholz                                                      | BW   |         | Bietigheim-Bissingen Aufgegangen in LSG Enztal zwischen Bietigheim und Besigheim mit Rossert, Brachberg, Abendberg und Hirschberg sowie Galgenfeld, Forst und Brandholz mit Umgebung. | ⊙        | 107           | 21. Juli 1967 bis 23. Dez. 1988 |
| Buchenbachtal                                                  | BW   |         | Affalterbach Aufgegangen in LSG Unteres Murrtal, heute NSG Buchenbachtal. | ⊙        | 84            | 15. Apr. 1971 bis 3. Jan. 1984  |
| Eselsberg                                                      | BW   |         | Vaihingen an der Enz Aufgegangen in LSG Seehau, Eselsburg, Bartenberg und Ensinger See mit angrenzenden Gebieten | ⊙        | 159           | 15. Okt. 1949 bis 18. Dez. 1991 |
| Freudental-Tiefental-Hirschberg                                | BW   |         | Freudental, Bönnigheim, Erligheim, Sachsenheim, Löchgau Aufgegangen in LSG Ausläufer des Stromberges um Bönnigheim, Erligheim, Freudental, Löchgau und Kleinsachsenheim | ⊙        | 2.818         | 21. Juli 1967 bis 20. Juni 1989 |
| Hohenasperg                                                    | BW   |         | Asperg Aufgegangen in LSG Hohenasperg-Hurst und weitere Umgebung. | ⊙        | 22            | 21. Juli 1967 bis 28. Juni 2003 |
| Hohenecker Neckar                                              | BW   |         | Ludwigsburg Aufgegangen in LSG Neckartal mit Randgebieten zwischen Ludwigsburg-Hoheneck und der Neckarschleuse Marbach. | ⊙        | 133           | 18. Dez. 1969 bis 2. Sep. 1988  |
| Hummelberg                                                     | BW   |         | Remseck am Neckar Aufgegangen in LSG Neckaraue zwischen Remseck-Neckarrems und Remseck-Hochberg mit Hochberger Wald, Hummelberg und Hesenbühl. | ⊙        | 5             | 21. Juli 1967 bis 10. Feb. 1988 |
| Kirbachtal                                                     | BW   |         | Sachsenheim Aufgegangen in LSG Kirbachtal mit angrenzenden Gebieten von Sachsenheim-Häfnerhaslach über Sachsenheim-Hohenhaslach bis Sachsenheim-Kleinsachsenheim, Vaihingen-Horrheim und Vaihingen-Gündelbach. | ⊙        | 3.833         | 6. Dez. 1966 bis 21. Mai 2003   |
| Kirchheimer Wasen                                              | BW   |         | Kirchheim am Neckar Aufgegangen in Naturschutzgebiet Kirchheimer Wasen | ⊙        | 156           | 21. Juli 1967 bis 22. März 1983 |
| Kleinaspergle                                                  | BW   |         | Asperg, Möglingen Aufgegangen in LSG Oberes Leudelsbachtal. | ⊙        | 11            | 21. Juli 1967 bis 21. Nov. 1989 |
| Landschaftsteile entlang der Autobahn: Beutenbach              | BW   |         | Ditzingen Aufgegangen in LSG Scheffzental. | ⊙        | 11            | 22. Mai 1941 bis 15. Jan. 1990  |
| Landschaftsteile im Strudelbachtal                             | BW   |         | Eberdingen, Vaihingen an der Enz Aufgegangen in LSG Strudelbachtal. | ⊙        | 278           | 18. Dez. 1961 bis 2. Jan. 1990  |
| Mahdental                                                      | BW   |         | Gerlingen Aufgegangen in LSG Glemswald. | ⊙        | 8             | 22. Mai 1941 bis 15. Jan. 1990  |
| Neckargebiet                                                   | BW   |         | Besigheim, Hessigheim, Ingersheim (Neckar), Mundelsheim, Walheim Aufgeteilt in mehrere kleinere Landschaftsschutzgebiete | ⊙        | 827           | 21. Juli 1967 bis 25. März 1985 |
| Neumühle                                                       | BW   |         | Schwieberdingen, Markgröningen Aufgegangen in LSG Glemstal zwischen Schwieberdingen und Markgröningen mit Randgebieten. | ⊙        | 170           | 21. Juli 1967 bis 20. Okt. 1987 |
| Östliches Bottwartal                                           | BW   |         | Großbottwar, Steinheim an der Murr, Oberstenfeld, Murr, Erdmannhausen, Marbach am Neckar Aufgegangen in LSG Kurzacher Tal, Bottwartal, LSG Unteres Murrtal und LSG Hardtwald, Kaisersbachtal, Rohrbachtal, Benning und Harzberg sowie Bottwartal zwischen Großbottwar und Kleinbottwar mit angrenzenden Gebieten. | ⊙        | 2.394         | 21. Juli 1967 bis 2. Jan. 1990  |
| Roter Berg-Langwit                                             | BW   |         | Ludwigsburg Aufgegangen in LSG Neckartal zwischen den Neckarbrücken von Hochberg und Neckarweihingen mit Randgebieten, insbesondere Uhlberg, Lochholz und Beuzlen. | ⊙        | 281           | 21. Juli 1967 bis 5. Sep. 1988  |
| Schloßberg                                                     | BW   |         | Kirchheim am Neckar, Bönnigheim Aufgegangen in LSG Alter Neckarbogen bei Kirchheim am Neckar, Hofen und Hohenstein mit angrenzenden Gebieten. | ⊙        | 224           | 21. Juli 1967 bis 14. Dez. 1992 |
| Stadtwald Gerlingen und Gebiet „Um den Rappenhof“              | BW   |         | Gerlingen Aufgegangen in LSG Glemswald. | ⊙        | 720           | 5. Sep. 1962 bis 15. Jan. 1990  |
| Unteres Glems- und Leudelsbachtal, Enztal, Siegen- und Bergtal | BW   |         | Bietigheim-Bissingen, Markgröningen, Tamm, Sachsenheim Aufgegangen in LSG Enztal zwischen dem Leinfelder Hof und Bietigheim-Bissingen sowie Glems- und Leudelsbachtal unterhalb Markgröningen mit angrenzenden Gebieten (insbesondere Ottern-, Berg- und Siegental, Muckenschupf und Rotenacker Wald).            | ⊙        | 1.222         | 21. Juli 1967 bis 27. Aug. 1991 |
| Unteres Kirbachtal                                             | BW   |         | Sachsenheim Aufgegangen in LSG Kirbachtal zwischen Hohenhaslach und Großsachsenheim, Mettertal zwischen Sersheim und Großsachsenheim jeweils mit weiterer Umgebung, insbesondere Gebiete nordwestlich von Kleinsachsenheim, westlich von Großsachsenheim, südlich, östlich und nördlich von Sersheim.             | ⊙        | 300           | 21. Juli 1967 bis 25. März 1985 |
| Unteres Remstal                                                | BW   |         | Remseck am Neckar Aufgegangen in Natur- und Landschaftsschutzgebiet Unteres Remstal mit Randgebieten | ⊙        | 156           | 21. Juli 1967 bis 6. Apr. 1987  |
| Unteres Zipfelbachtal                                          | BW   |         | Remseck am Neckar Teilweise aufgelöst, teilweise aufgegangen in LSG Zipfelbachtal unterhalb Hochdorf mit Roßberg, Altach und Umgebung sowie LSG Apfelbach-Lembach- und Strombachtal, einschließlich Stöckenberg, Mühläcker und Gaffert                                                                            | ⊙        | 300           | 21. Juli 1967 bis 25. März 1985 |
| Wunnenstein-Forstberg                                          | BW   |         | Großbottwar, Oberstenfeld Aufgegangen in LSG Wunnenstein, Forstberg und Köchersberg mit angrenzenden Gebieten. | ⊙        | 419           | 21. Juli 1967 bis 6. Nov. 1989  |
| Legende für Landschaftsschutzgebiet                            |      |         | |          |               |                                 |